# 伊作善久
伊作 善久（いざく よしひさ）は、戦国時代の武将。薩摩国島津氏の分家・伊作氏9代当主。
父は伊作久逸。室は梅窓夫人（常盤、新納是久の娘）、子に吉田位清室、島津昌久室、忠良。
応仁2年（1468年）、伊作氏8代当主・伊作久逸の長子として誕生。岳父である新納是久の死後、その名跡を継いで、新納忠真とも名乗った。
明応3年（1494年）、馬飼いの下男により殺害される。享年27。
| スタブアイコン | サブスタブ | この項目は、まだ閲覧者の調べものの参照としては役立たない、人物に関連した書きかけの項目です。この項目を加筆・訂正などしてくださる協力者を求めています（P:人物伝/PJ:人物伝）。 |